# Barry Hulshoff
Bernardus Adriaan Hulshoff, dit Barry Hulshoff, est un footballeur néerlandais né le 30 septembre 1946 à Deventer et mort le 16 février 2020.
Il fait partie du Club van 100.

## Biographie
Barry Hulshoff commence sa carrière à l'Ajax le 9 janvier 1966 contre le rival Feyenoord Rotterdam. Avec Horst Blankenburg, il formera une redoutable charnière centrale pour son club. Il dispute trois finales consécutives de Coupe d'Europe des clubs champions entre 1971 et 1973.
Il est appelé en sélection 14 fois avec l'équipe des Pays-Bas. Il joue son dernier match avec l'Ajax le 15 mai 1977 contre NEC.
Il effectue ensuite une carrière d'entraîneur principalement en Belgique, à K Lierse SK, KVC Westerlo, KSK Beveren, K Beerschot VAC, K Saint-Trond VV, Eendracht Alost et FC Malines. En 2002, il devient directeur technique du club néerlandais Willem II Tilburg. Il est licencié en janvier 2004.

## Palmarès
- Vainqueur de la Coupe intercontinentale en 1972
- Vainqueur de la Supercoupe d'Europe en 1972 (non-officielle) et 1973
- Vainqueur de la Coupe d'Europe des clubs champions en 1971, 1972, 1973.
- Champion des Pays-Bas en 1966, 1967, 1968, 1970, 1972, 1973 et 1977.
- Vainqueur de la Coupe des Pays-Bas en 1967, 1970, 1971 et 1972.